# Atsuko Maeda
Atsuko Maeda (jap. 前田敦子 Maeda Atsuko; ur. 10 lipca 1991 w Ichikawie) – japońska piosenkarka i aktorka,  znana z pracy w japońskiej grupie idolek AKB48. Maeda była jedną z najbardziej znanych członkiń grupy; w latach 2009 i 2011 zajęła pierwsze miejsce w ogólnych wyborach grupowych (senbatsu sōsenkyo (jap. 選抜総選挙)), a druga w wyborach w 2010 roku. Wystąpiła również na wielu okładkach płyt. 25 marca 2012 roku ogłosiła ukończenie członkostwa w grupie. Koncert Maedy odbył się w Tokyo Dome; jej ostatni występ (i ceremonia ukończenia) miała miejsce 27 sierpnia w teatrze AKB48 i była transmitowana na żywo w serwisie YouTube.

## Filmografia

### Filmy
- Ashita no watashi no tsukurikata jako Hinako Hanada (2007)
- Densen uta jako Kana Takahashi (2007)
- Nasu shōnenki (2008)
- Moshidora jako Minami Kawashima (2011)
- Kueki ressha jako Yasuko Sakurai (2012)
- Kuroyuri danchi jako Asuka Ninomiya (2013)
- Moratorium Tamako jako Tamako (2013)
- Seventh Code jako Akiko (2013)
- Eight Ranger 2 jako Jun Saigo (2014)
- Sayonara Kabukichō jako Saya Iijima (2014)
- Initiation Love jako Mayuko "Mayu" Naruoka (2015)
- Mohikan kokyō ni kaeru jako Yuka (2016)
- Shin Godzilla (2016) – Refugee
- Mukoku jako Kazuno (2017)
- Sanpo suru shinryakusha jako Asumi Kase (2017)
- Tantei wa bar ni iru 3 jako Reiko (2017)

### TV Drama
- Swan no baka!: 3man-en no koi (Fuji TV, 2007)
- Shiori to Shimiko no kaiki jikenbo (NTV, 2008)
- Taiyō to umi no kyōshitsu (Fuji TV, 2008)
- Tsuma yo! Matsumoto sarin jiken: Hannin to yobarete... Kazoku o mamori nuita 15nen (film telewizyjny, Fuji TV, 2009)
- Kochira Katsushika-ku Kameari kōen-mae hashutsujo jako Mayu Hunaki (odc. 6, TBS, 2009)
- Majisuka Gakuen jako Atsuko Maeda (TV Tokyo, 2010)
- Ryōmaden jako Harui Sakamoto (NHK, 2010)
- Q10 jako Karen Kyūto (Q10) (NTV, 2010)
- Sakura kara no tegami (NTV, 2011)
- Majisuka Gakuen 2 jako Atsuko Maeda (TV Tokyo, 2011)
- Marumo no okite (odc. 11, Fuji TV, 2011)
- Hanazakari no kimitachi e jako Mizuki Ashiya (Fuji TV, 2011)
- Saikō no jinsei no owarikata – Ending Planner jako Haruka Ihara (TBS, 2012)
- Kyōkō kikoku: Wasure sarareta hanayometachi (film telewizyjny, TBS, 2012)
- Kasuka na kanojo (Kansai TV, 2013)
- Aki to fuyu no Tamako (Music On! TV, 2013)
- Kuroyuri danchi: Joshō (odc. 12, TBS, 2013)
- Asaki yumemishi – Yaoya Oshichi ibun (NHK, 2013)
- LEADERS jako Misuzu Shimabara (TBS, 2014)
- Nobunaga kyōsōkyoku (odc. 3, Fuji TV, 2014)
- Kageri yuku natsu (WOWOW, 2015)
- Yo ni mo kimyō na monogatari 25 shūnen special haru: Ninki manga-ka kyōen-hen (film telewizyjny, Fuji TV, 2015)
- Dokonjō gaeru jako Kyōko Yoshizawa (NTV, 2015)
- Majisuka Gakuen 5 (odc. 1, NTV, 2015)
- Busujima Yuriko no sekirara nikki jako Yuriko Busujima (TBS, 2016)
- Gou Gou, The Cat 2 jako Iida (2016)
- Shūkatsu kazoku jako Shiori Tomikawa (TV Asahi, 2017)
- Zenigata keibu jako Natsuki Sakuraba (NTV, 2017)
- Leaders 2 jako Misuzu Shimabara (2017)

## Dyskografia

### Single solowe
- "Flower" (22.06.2011)
- "Kimi wa boku da" (20.06.2012)
- "Time Machine nante iranai" (18.09.2013)
- "Seventh Chord" (05.03.2014)